# نصرآباد (شیراز)
نصرآباد (شیراز)،  در گذشته روستایی در قسمت شرقی شهر شیراز در استان فارس ایران بوده است.این محله هم اکنون با نام شهرک نصرآباد جزو شهرداری منطقه ۷ شیراز و یکی از انشعابات بلوار ابونصر یا نصر شرقی می باشد.

## جمعیت
این محله براساس سرشماری مرکز آمار ایران در سال ۱۳۹۵ شمسی ، جمعیت آن ۲۴٬۲۹۲ نفر (۵٬۱۱۲ خانوار) بوده‌است.